# Rudolf I. von Walsee

Stammwappen derer von Walsee

Rudolf I. von Walsee (* um 1343; † 1405), aus dem Ministerialengeschlecht der Walseer, Gefolgsmann von Herzog Albrecht III., war von 1372 bis 1373 Vogt und Hauptmann in Vorderösterreich, von 1373 bis 1379/84 Landeshauptmann der Steiermark, von 1384 bis 1397 Landmarschall von Niederösterreich und von 1394 bis 1395/96 Hauptmann von Triest.

## Leben
Eine Kinderverlobung des etwa zehnjährigen Rudolf I. mit Anna, der Tochter des Dietrich von Hohenberg, wurde durch Rudolfs Vater Reinprecht I. von Walsee im Jahr 1357 wieder rückgängig gemacht.
Rudolf I. begleitete seinen Vetter Eberhard V. von Walsee-Linz, (Landes-)Hauptmann ob der Enns, 1364 auf dem Feldzug gegen Bayern und 1368 auf einem Feldzug gegen die Venezianer. Dort entwickelte sich ein freundschaftliches Verhältnis mit Hugo VIII. von Duino, dem mächtigsten Adeligen im äußersten Süden des habsburgischen Machtbereichs, der schließlich Rudolfs Schwester Anna heiratete. Durch Hugos Testament aus dem Jahr 1374 waren die Walseer bereits Anwärter auf einen beträchtlichen Teil seiner Besitzungen.
Im Frühling 1372 zog Rudolf I. im Dienste der Habsburger nach Schwaben und erhielt für eineinhalb Jahre die Landvogtei im Elsass und in Schwaben übertragen. Rudolf wachte über die Sicherheit des Handels im Interesse der einheimischen Bürger und der meist italienischen Kaufleute. Sein größter Widersacher war der Raubritter Johann Erbe. Nachdem Johann Erbe in der Neujahrsnacht 1373 die Burg Herlisheim bei Kolmar besetzt und dort den reichen Straßburger Bürger Eppe von Hadestat gefangen genommen hatte, eroberte Rudolf mit den Straßburgern am 8. Jänner 1373 Herlisheim und ließ 53 „Bösewichte“ hinrichten. Johann Erbe selber war inzwischen aber geflohen.
Als Dank für seine Verdienste in Vorderösterreich erhielt Rudolf I. sofort nach seiner Rückkehr im Sommer 1373 die Hauptmannschaft in der Steiermark. In seinen häufigen Abwesenheitszeiten ließ er sich nacheinander durch die walseeischen Dienstleute Albrecht der Gefeller, seinen Burggrafen auf der Riegersburg, Otaker der Wolfstain und Peter Hinterholzer vertreten. Im Jahr 1379 übernahm plötzlich Rudolfs Bruder Reinprecht II. die leitende Position unter den Walseern. Rudolf I. übergab die Hauptmannschaft in der Steiermark spätestens 1384 an seinen Vetter Ulrich IV. von Walsee-Drosendorf und wurde österreichischer Landmarschall.
Durch die letzte Verfügung des Hugo von Duino vom 11. November 1390 kamen nach dessen Ableben Ende 1390 seine reichen Besitzungen an Rudolf I. von Walsee und dessen Haus. Rudolf hielt sich daraufhin vermehrt im Süden auf und wurde am 1. Mai 1394 Hauptmann von Triest. 1397 wurde Rudolf I. von Walsee als österreichischer Landmarschall durch Konrad von Maissau abgelöst und dafür als Nachfolger von Ulrich IV. von Walsee-Drosendorf der Hofmeister von Herzog Wilhelm.

## Besitzungen

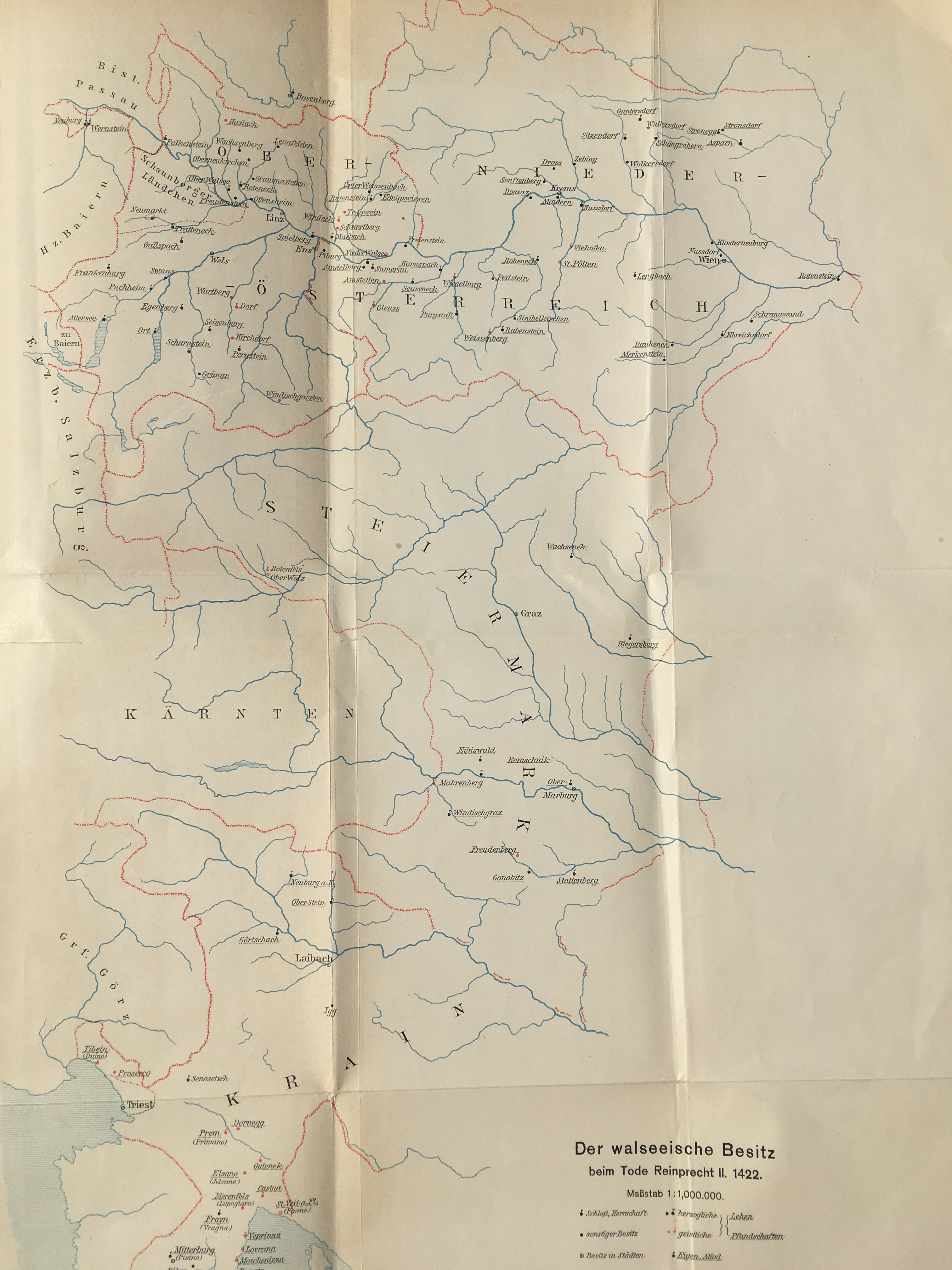
Besitzungen der Walseer im Jahr 1422 in Ober- und Niederösterreich, Steiermark, Krain und Istrien

Mit dem Aussterben der anderen Walseer Linien vereinten die drei Brüder Rudolf I., Reinprecht II. und Friedrich V. von Walsee-Enns ab 1400 das Erbe von Duino und den gesamten Besitz des Hauses Walsee in ihrer Hand. Eine förmliche Teilung der stark vermehrten elterlichen Besitzungen nahmen die Brüder offenbar nicht vor.